# Étienne II de Penthièvre
Étienne II de Penthièvre Le Lépreux (mort en 1164)  fils aîné du comte de Penthièvre Geoffroy II de Penthièvre il fut comte de Lamballe et co-comte de Penthièvre de 1148 à 1164 avec son frère cadet Rivallon (mort en 1152).  Son neveu Geoffroy III de Penthièvre lui succède en 1164 p. 55.

## Biographie
Étienne II de Penthièvre est le fils aîné de Geoffroy II de Penthièvre et il reçoit Lamballe. Son frère Rivallon de Penthièvre disparait des sources après 1152 et lorsqu'Étienne II meurt en 1164 c'est son neveu qui lui succède.

## Union et postérité
Du fait de sa maladie Étienne II ne contracte pas d'union et a comme successeur le fils de son frère puîné Geoffroy III de Penthièvre.  

## Source
- Stéphane Morin, Trégor, Goëlo, Penthièvre. Le pouvoir des Comtes de Bretagne du XIe au XIIIe siècle, Rennes, Presses universitaires de Rennes & Société d'émulation des Côtes-d'Armor, 2010, 406 p. (ISBN 9782753510128).
- Frédéric Morvan la Chevalerie de Bretagne et la formation de l'armée ducale 1260-1341 Presses Universitaires de Rennes, Rennes 2009,  (ISBN 9782753508279) « Généalogie no 3 : les Eudonides (branche cadette de la maison de Rennes) ».